# Shahram Giyasov
Shahram Giyasov, o Shakhram (Bukhara, 7 luglio 1993), è un pugile uzbeko.

## Palmarès
- Olimpiadi

Rio de Janeiro 2016: argento nei pesi welter.